# Cacucci Editore
Cacucci è una casa editrice italiana fondata nel 1929 a Bari da Francesco Cacucci. Dal 1964 è diretta dal figlio Nicola (nato a Bari nel 1941).

## Storia
Fondata il 16 gennaio 1929 da Francesco Cacucci, oggi la Cacucci Editore è una tra le più longeve case editrici italiane, attestata in Italia e all'estero.

## Il catalogo universitario
La casa editrice ha prodotto opere per l'Università sin dalle sue origini, tra cui tra gli anni quaranta e gli anni cinquanta vi sono, Conflitto ed equilibrio di interessi nel bilancio d'impresa (1949) di Aldo Amaduzzi, Studi sulla teoria generale degli atti amministrativi (1953) di Raffaele Resta, la Storia del diritto commerciale (1955) di Giovanni Cassandro, Il diritto (1944-1945) e Lo Stato (1946-1947) di Aldo Moro pubblicati negli anni sessanta, il Codice di diritto del lavoro (1977) di Gino Giugni, fino ai più recenti L'Europa e i diritti dei bambini (2009) di Franco Frattini e Ersiliagrazia Spatafora, Compendio di contabilità di Stato (Ultima edizione 2016), di Andrea Monorchio.

## Le riviste
Le riviste pubblicate dalla Cacucci sono sei:
| Rivista                                          | Periodicità    | Materia                                                        | Direttore                           | Anno Fondazione |
| ------------------------------------------------ | -------------- | -------------------------------------------------------------- | ----------------------------------- | --------------- |
| The European Union Review                        | semestrale     | Diritto internazionale                                         | Dario Velo                          | 1996            |
| Economia, azienda e sviluppo                     | quadrimestrale | Studi Aziendali                                                | Nicola Di Cagno                     | 2003            |
| Economia, Impresa e mercati finanziari (cessata) | quadrimestrale | Studi economici, bancari, finanziari, assicurativi e aziendali | Giovanni Palmerio                   | 2003            |
| Postfilosofie (cessata)                          | annuale        | Filosofia                                                      | Roberto Finelli, Francesco Fistetti | 2005            |
| Studi sull'integrazione europea                  | quadrimestrale | Diritto internazionale                                         | Ennio Triggiani, Ugo Villani        | 2006            |
| Rivista di diritto privato                       | trimestrale    | Diritto privato                                                | Giorgio Denova                      | 2009            |
| The EuroAtlantic Union Review (cessata)          | semestrale     | Integrazione tra Europa ed America                             | Dario Velo                          | 2014            |